# Ексабіт
Ексабіт — одиниця вимірювання двійкової інформації при передачі цифрових даних або збереженні. Префікс екса (символ Е)  визначається в Міжнародній системі одиниці (SI) як множник 1015 1018 (1 квінтильйон, коротка шкала), і таким чином
1 ексабіт = 1018біт = 1000000000000000000біт = 1000 петабіт.
Ексабіт позначається як  Ебіт або Еб.
Ексабіт має відношення до одиниці ексбібіт, це множник, що є двійковим префіксом ексбі того ж порядку величини, і який дорівнює 260біт = 1152921504606846976біт, або є приблизно на 15% більшим за ексабіт.